# 半澤拓也
半澤 拓也（はんざわ たくや、1989年3月27日 - ）は、日本のプロボクサー。ライト級。元空手有段者。
元プロボクサーである鈴木拓也が会長を務める郡山ボクシングジム所属。福島県郡山市出身。尚志高等学校卒業。幼少期は天賦の才で実績を残した。元関係者からは期待の声も多かったが、2017年12月31日KYOKUGEN2017(大田区総合体育館)デビュー戦ではスパイダー根本(川口)山口康裕に2RTKOにより惨敗を喫した。